# Chironomus nympha
Chironomus nympha är en tvåvingeart som först beskrevs av Jean-Jacques Kieffer 1911.  Chironomus nympha ingår i släktet Chironomus och familjen fjädermyggor.
Artens utbredningsområde är Tyskland. Inga underarter finns listade i Catalogue of Life.